# Premio nazionale di cultura Benedetto Croce
Il premio nazionale di cultura Benedetto Croce, noto anche semplicemente come premio Croce, è un premio letterario che viene assegnato ogni anno verso la fine di luglio a Pescasseroli, il luogo di nascita del filosofo.

## Il Premio
Il Premio Nazionale di Cultura Benedetto Croce è stato istituito dal Comune di Pescasseroli con delibera del 25 novembre 2005, la prima edizione si svolse nel 2006. Il Premio viene assegnato ai migliori libri pubblicati nell'anno precedente in tre categorie: Narrativa, Saggistica e Letteratura Giornalistica.

## La Giuria
La Giuria del Premio è presieduta da Dacia Maraini, insieme ad Alessandra Tarquini, Costantino Felice, Nicola Mattoscio, Valeria Della Valle, Pierluigi Vercesi, Michele Ainis, Emma Giammattei. Negli anni, all'interno della Giuria, si sono succeduti Luca Serianni, Natalino Irti, che è stato Presidente della Giuria nei primi 13 anni del Premio, Biagio De Giovanni, Paolo Gambescia, Ferdinando Di Orio, Alfio Signorelli, Francesco Sabatini, Gianluigi Simonetti, Pier Luigi Vercesi - Giornalista Corriere della Sera.

### Le Giurie Popolari
Dal 2013 sono state introdotte le "giurie popolari" che affiancano la giuria nell'individuazione dei testi premiati. Le giurie Popolari del Premio Croce è composta dai Licei Classici di Avezzano, Sulmona, Pescara, Chieti, L'Aquila, Teramo, Leopardi (Macerata), Fanti (Carpi), Lanciano, i Licei Scientifici di Castel di Sangro, Sulmona e Lanciano, Vasto, Avezzano, Pescara, Casoli, Giulianova, Popoli, Rionero in Vulture, Illuminati (Atri) gli Istituti Tecnici Commerciali Alessandrini di Montesilvano, Di Marzio, Manthonè e Acerbo di Pescara, Galilei e Majorana di Avezzano, Moretti di Roseto, Candela (FG) e Da Vinci Colecchi (L'Aquila), i Licei di Scienze Umane di Avezzano, Atri e Sulmona e Lanciano, il Liceo Artistico di Avezzano, l’Istituto Agrario Serpieri di Avezzano e il Liceo Artistico Bellisario di Avezzano, il mondo dell’associazionismo di Pescasseroli e le Università della Libera Età di Lanciano, Popoli e Sulmona e dai Gruppo di Lettura dei penitenziari di Sulmona, Pescara e Castrogno (TE). L'Istituto Tecnico Statale Enrico Mattei di Casamicciola Terme, l'Istituto di Istruzione Superiore Gae Aulenti di Biella e l'I.I.S. Carlo Urbani di Ostia. 
Nel 2019 hanno collaborato alla lettura dei testi in gara 27 giurie popolari con il coinvolgimento di circa 1.550 tra studenti e altri giurati popolari. Nel 2022 hanno collaborato alla lettura dei testi in gara 42 giurie popolari.
L’obiettivo di questa scelta è quello di legare sempre più il Premio ai giovani del territorio della Regione Abruzzo andando anche oltre i confini, cercando di superare quella separatezza tra gli addetti ai lavori e i semplici lettori di libri. Dal 2017 al 2019 agli studenti partecipanti è stato regalato un volume di scritti crociani. Il lavoro che le scuole hanno svolto, è valso sia per i crediti formativi degli studenti che come alternanza scuola/lavoro.
Si è riusciti a creare un equilibrio tra le giurie popolari e la giuria ufficiale. Solo in pochi casi, infatti, il giudizio "popolare" non è stato poi confermato dalla Giuria Istituzionale del Premio, che detiene l’ultima parola decisionale sulla scelta dei libri premiati.
Nel 2025 le giurie sono state 60.

## I Premiati

### Saggistica
- 2006 Giorgio Napolitano: Dal PCI al socialismo europeo (Laterza)
- 2007 Claudio Magris: La storia non è finita (Garzanti)
- 2008 Giovanni Sartori: Democrazia. Cosa è (Rizzoli)
- 2009 Giuseppe Galasso: Croce e lo spirito del suo tempo (Laterza)
- 2010 Lucio Villari: Bella e perduta (Laterza)
- 2011 Salvatore Settis: Paesaggio, Costituzione e cemento (Einaudi)
- 2012 Ugo Mattei: Beni Comuni (Laterza)
- 2013 Guido Crainz: Il paese reale (Donzelli)
- 2014 Antonio Gnoli e Gennaro Sasso: Il corrotti e gli inetti (Bompiani)
- 2015 Marina Caffiero: Storia degli ebrei nell’Italia moderna (Carocci)
- 2016 Emanuele Felice: Ascesa e declino (Il Mulino)
- 2017 Vittorio Sgarbi e Michele Ainis: La Costituzione e la bellezza (La Nave di Teseo)
- 2018 Annacarla Valeriano: Malacarne (Donzelli)
- 2019 Eva Cantarella[4]: Gli amori degli altri (La Nave di Teseo)
- 2020 Walter Barberis: Storia senza perdono (Einaudi)
- 2021 Paolo D’Angelo: La tirannia delle emozioni” (Il mulino)
- 2022 Emanuele Fiano: Il profumo di mio padre (Piemme) ex aequo Raffaella Scarpa: Lo stile dell'abuso (Treccani)
- 2023 Enrico Pedemonte: Paura della Scienza (Treccani)
- 2024 Massimo Teodori: Antitotalitari d'Italia (Rubbettino)
- 2025 Marzio Breda e Stefano Caretti: Il nemico di Mussolini - Giacomo Matteotti, storia di un eroe dimenticato (Solferino)

### Narrativa
- 2006 Antonio Pascale: Passa la bellezza (Einaudi)
- 2007 Mariolina Venezia: Mille anni che sto qui (Einaudi)
- 2008 Elisabetta Rasy: L'estranea (Rizzoli)
- 2009 Rosella Postorino: L'estate che perdemmo Dio (Einaudi)
- 2010 Melania Mazzucco[5]: Tintoretto e i suoi fratelli (Rizzoli)
- 2011 Valeria Parrella: Ma quale amore (Rizzoli)
- 2012 Giancarlo Liviano D'Arcangelo: Le ceneri di Mike (Fandango)
- 2013 Sandra Petrignani: Addio a Roma (Feltrinelli) e Giancarlo Visitilli: È la felicità, Prof (Einaudi) (ex aequo)[6]
- 2014 Chiara Frugoni: Perfino le stelle devono separarsi (Feltrineli)
- 2015 Luciana Capretti: Tevere (Marsilio)
- 2016 Antonia Arslan: Il rumore delle perle di legno (Sellerio)
- 2017 Roberto Alajmo[7]: Carne mia (Sellerio)
- 2018 Massimo Bubola[8]:Ballatasenza nome (Frassinelli)
- 2019 Lia Levi: Questa sera è già domani (E/o)
- 2020 Silvia Ballestra: La nuova stagione (Bompiani)
- 2021 Silvia Avallone[9]: Un'amicizia (Rizzoli)
- 2022 Fabio Stassi[10]: Mastro Geppetto (Sellerio)
- 2023 Titti Marrone[11]: Se solo il mio cuore fosse pietra (Feltrinelli)
- 2024 Donatella Di Pietrantonio[12]: L'età fragile (Einaudi)
- 2025 Simona Dolce: Il vero nome di Rosamund Fischer (Mondadori)

### Giornalismo
- 2013 Franco Di Mare: Il paradiso dei diavoli (Rizzoli)
- 2014 Giannantonio Stella e Sergio Rizzo: Se muore il sud (Feltrinelli)
- 2015 Paolo Di Paolo: Tutte le speranze. Montanelli raccontato da chi non c’era (Rizzoli)
- 2016 Corrado Augias[13]: Le ultime 18 ore di Gesù (Einaudi)
- 2017 Paolo De Bernardis: Solo un miliardo di anni (Il Mulino)
- 2018 Flavia Piccinni[14]: Bellissime (Fandango)
- 2019 Maria Pace Ottieri[15]: Il Vesuvio universale (Einaudi)
- 2020 Ilaria Cucchi e Fabio Anselmo: Il coraggio e l'amore (Rizzoli)
- 2021 Antonio Polito: Le regole del cammino (Marsilio)
- 2022 Giovanni Rinaldi: C’ero anch’io su quel treno (Solferino)
- 2023 Anna Rizzo: I paesi invisibili (Il Saggiatore)
- 2024 Giorgio Zanchini: Esistono gli italiani? Indagine su un'identità fragile (Rai Libri)
- 2025 Francesca Mannocchi: Sulla mia terra - Storie di israeliani e palestinesi (De Agostini)

### Premio alla Memoria
- 2006 Manlio Rossi Doria
- 2007 Paolo Sylos Labini
- 2008 Pietro Scoppola
- 2009 Mario Rigoni Stern
- 2010 Edmondo Berselli
- 2011 Tullia Zevi
- 2012 Antonio Cederna
- 2013 Miriam Mafai
- 2014 Margherita Hack[16]
- 2015 Jaques Le Goff
- 2016 Luca De Filippo
- 2017 Marco Pannella
- 2018 Rosario Villari[17]
- 2019 Amos Oz
- 2020 Remo Bodei
- 2021 Franca Valeri
- 2022 Roberto Calasso
- 2023 Eugenio Scalfari
- 2024 Jaques Delors
- 2025 Franco Ferrarotti

## Case editrici
Le case editrici che negli ultimi anni hanno segnalato le opere sono state: Rizzoli, Bompiani, Mondadori, Feltrinelli, Donzelli,  Laterza, Einaudi, Marsilio, Imprimatur, Chiarelettere, Il Mulino, Fandango, La Nave di Teseo, Frassinelli, Nottetempo, Ponte della Grazie, VandA Publishing, Giunti, Sellerio, E/o, Sperlig & Kupfer, Adelphi, Piemme, Castelvecchi, Liberilibri, Italicpequod, San Paolo, Aracne, Solferino, Harper Collins, Bocconi, Dea Planet Luiss, Treccani, Salani, Hoepli, Salerno, Garzanti, Baldini e Castoldi, Tracce, Treccani, Costa, Carabba, Textus, Menabò, Ianieri, Neo, Kirke, 4 Punte, Carocci, Nord, Egea, Fazi, Neri Pozza, Utet, Guida, SEM, Solferino, De Agostini, Rubbettino, Rai Libri.

## Partnership
Sono partner del Premio Croce l'Istituto italiano per gli studi storici, la Fondazione PescarAbruzzo, il Pnalm, la Fondazione Erminio e Zel Sipari, la Fondazione Carispaq, la Fondazione Tercas, Codice Citra, la Banca Intesa Sanpaolo, DMC Alto Sangro ed Avezzano, la Regione Abruzzo, la Provincia dell’Aquila, Ipa Adriatic, la Fondazione Micron Italia, la Fondazione Capograssi, l'Università di Pescara, l'Teramo, l'L’Aquila e l'Napoli.
Il Premio Croce riceve ogni anno il patrocinio del Ministero dei Beni Culturali.